# Demonax probus
Demonax probus là một loài bọ cánh cứng trong họ Cerambycidae.